# Sometimes I Forget
Sometimes I Forget è un singolo della cantante svedese Agnes, pubblicato nel 2010 ed estratto dall'album Dance Love Pop.

## Tracce
- Download digitale (Italia)

1. Sometimes I Forget [Radio Edit]  — 3:36
2. Sometimes I Forget [The Gorque Remix]  — 3:53
3. Sometimes I Forget [Album Version]  — 4:13